# Deer Isle
Deer Isle és una població dels Estats Units a l'estat de Maine (EUA). Segons el cens del 2000 tenia 1.876 habitants.

## Demografia
Segons el cens del 2000, Deer Isle tenia 1.876 habitants, 781 habitatges, i 523 famílies. La densitat de població era de 24,4 habitants per km².
Dels 781 habitatges en un 29,1% hi vivien nens de menys de 18 anys, en un 57% hi vivien parelles casades, en un 5,6% dones solteres, i en un 33% no eren unitats familiars. En el 28,2% dels habitatges hi vivien persones soles el 14,6% de les quals corresponia a persones de 65 anys o més que vivien soles. El nombre mitjà de persones vivint en cada habitatge era de 2,32 i el nombre mitjà de persones que vivien en cada família era de 2,82.
Per edats la població es repartia de la següent manera: un 0% tenia menys de 18 anys, un 4,9% entre 18 i 24, un 23,6% entre 25 i 44, un 26,5% de 45 a 60 i un 22,5% 65 anys o més.
L'edat mediana era de 44 anys. Per cada 100 dones de 18 o més anys hi havia 88,5 homes.
La renda mediana per habitatge era de 32.826 $ i la renda mediana per família de 40.714 $. Els homes tenien una renda mediana de 27.008 $ mentre que les dones 19.052 $. La renda per capita de la població era de 16.875 $. Entorn del 5,9% de les famílies i el 8,8% de la població estaven per davall del llindar de pobresa.